# Brigetta Barrettová
Brigetta Barrettová (* 24. prosince 1990, Westchester County, New York) je americká atletka, jejíž hlavní disciplínou je skok do výšky.
V roce 2011 skončila na MS v atletice v jihokorejském Tegu na 10. místě a získala zlatou medaili na světové letní univerziádě v čínském Šen-čenu. Největší úspěch své kariéry zaznamenala na Letních olympijských hrách 2012 v Londýně, kde si ve finále vylepšila hodnotu osobního rekordu na 203 cm a vybojovala překvapivě stříbrnou medaili. Její krajanka Chaunté Lowe, halová mistryně světa z roku 2012, která v letní sezóně třikrát překonala dvoumetrovou hranici naopak skončila na 6. místě.

## Osobní rekordy
- hala – 197 cm – 27. ledna 2012, Fayetteville
- venku – 203 cm – 11. srpna 2012, Londýn